# Mistrzostwa Świata w Piłce Nożnej 1990 (eliminacje strefy CAF)
W eliminacjach do Mistrzostw Świata w Piłce Nożnej 1990 strefy CAF wzięły udział 24 reprezentacje narodowe, które walczyły o dwa miejsca w turnieju finałowym.

## Zasady eliminacji
W pierwszej rundzie 16 drużyn grało w systemie pucharowym, mecz i rewanż. Zwycięzcy i drużyny, które dostały wolny los, awansowały do drugiej rundy grupowej. Najlepsi z każdej grupy grali ze sobą dwumecze, których zwycięzcy awansowały do MŚ1990.

## Wyniki

### Runda 1
| drużyna 1    | łączny wynik | drużyna 2 | 1. mecz | rewanż |
| ------------ | ------------ | --------- | ------- | ------ |
| Sudan        | 1-2          | Angola    | 0-0     | 1-2    |
| Zimbabwe     | wo.          | Lesotho   | -       | –      |
| Zambia       | wo.          | Rwanda    | -       | –      |
| Malawi       | 3-2          | Uganda    | 0-1     | 3-1    |
| Burkina Faso | 2-3          | Libia     | 0-3     | 2-0    |
| Liberia      | 2-0          | Ghana     | 0-0     | 2-0    |
| Gwinea       | 3-5          | Tunezja   | 0-5     | 3-0    |
| Gabon        | wo.          | Togo      | -       | –      |

| 17 sierpnia 1988 | Angola | 0:0 | Sudan | Estádio da Cidadela, Luanda · Widzów: 15 tys. · Sędzia: Modjiri Ubi Kemuare ( Zair) |
|                  |        |     |       |                                                                                     |

| 11 listopada 1988 | Sudan · Osama 7' | 1:21:0 | Angola · Carmo 79' · Mavango 85' | Al Merreikh Stadium, Chartum · Widzów: 8 tys. · Sędzia: Osman Mohamud Halane ( Somalia) |
|                   |                  |        |                                  |                                                                                         |

- Angola  wygrała w sumie 2:1 i awansowała dalej

|  | Zimbabwe | wo. | Lesotho |  |
|  |          |     |         |  |

- Zimbabwe  awansowało bez gry.

|  | Zambia | wo. | Rwanda |  |
|  |        |     |        |  |

- Zambia  awansowała bez gry.

| 16 lipca 1988 | Uganda · Moriri 66' | 1:00:0 | Malawi | National Stadium, Kampala · Widzów: 5613 · Sędzia: Tahir Hafid Ali ( Tanzania) |
|               |                     |        |        |                                                                                |

| 30 lipca 1988 | Malawi · Chirwa 3' · Kayira 6' · Waya 51' | 3:12:0 | Uganda · Moriri 69' | Civo Stadium, Lilongwe · Widzów: 25 tys. · Sędzia: William Moses Ochieng ( Kenia) |
|               |                                           |        |                     |                                                                                   |

- Malawi  wygrało w sumie 3:2 i awansowało dalej

| 3 czerwca 1988 | Libia · Bezan 8' · El-Aisawi 22' (k.) · El-Ghadi 30' | 3:0 | Burkina Faso | Trypolis · Widzów: 15 tys. · Sędzia: Ali Bin Nasser ( Tunezja) |
|                |                                                      |     |              |                                                                |

| 3 lipca 1988 | Burkina Faso · Gnimassou 65' · Kadeba 73' | 2:00:0 | Libia | Wagadugu · Sędzia: Badara Sène ( Senegal) |
|              |                                           |        |       |                                           |

- Libia  wygrała w sumie 3:2 i awansowała dalej

| 7 sierpnia 1988 | Ghana | 0:0 | Liberia | Ohene Djan Sports Stadium, Akra · Widzów: 35, tys. · Sędzia: Linus Mba ( Nigeria) |
|                 |       |     |         |                                                                                   |

| 21 sierpnia 1988 | Liberia · Weah 27' · Debbah 88' | 2:01:0 | Ghana | National Stadium, Monrovia · Widzów: 22070 · Sędzia: Alhagi Faye ( Gambia) |
|                  |                                 |        |       |                                                                            |

- Liberia  wygrała w sumie 2:0 i awansowała dalej

| 5 sierpnia 1984 | Tunezja · Jeridi 3' · Maaloui 11' · Limam 75,89' · Yaacoubi 82' | 5:02:0 | Gwinea | Stade El Menzah, Tunis · Widzów: 15 tys. · Sędzia: Mohamed Hossameldin ( Egipt) |
|                 |                                                                 |        |        |                                                                                 |

| 21 sierpnia 1984 | Gwinea · Emmerson 34,82' · Toure 49' | 3:01:0 | Tunezja | Konakry · Widzów: 15 tys. · Sędzia: Dodji Kouassi ( Togo) |
|                  |                                      |        |         |                                                           |

- Tunezja  wygrała w sumie 5:3 i awansowała dalej.

|  | Gabon | wo. | Togo |  |
|  |       |     |      |  |

- Gabon  awansował bez gry.

Drużyny: Algierii, Egiptu, Kamerunu, Kenii, Maroka, Nigerii, Wybrzeża Kości Słoniowej, i Zairu miały wolny los

### Runda 2

#### Grupa A
| Reprezentacja            | Pkt | M | W | R | P | Br+ | Br- | +/- |
| ------------------------ | --- | - | - | - | - | --- | --- | --- |
| Algieria                 | 7   | 4 | 3 | 1 | 0 | 6   | 1   | 5   |
| Wybrzeże Kości Słoniowej | 4   | 4 | 1 | 2 | 1 | 5   | 1   | 4   |
| Zimbabwe                 | 1   | 4 | 0 | 1 | 3 | 1   | 10  | -9  |

|                          | Algieria | Wybrzeże Kości Słoniowej | Zimbabwe |
| ------------------------ | -------- | ------------------------ | -------- |
| Algieria                 | X        | 1:0                      | 3:0      |
| Wybrzeże Kości Słoniowej | 0:0      | X                        | 5:0      |
| Zimbabwe                 | 1:2      | 0:0                      | X        |

| 6 stycznia 1989 | Algieria · Menad 10,26' · Madjer 65' | 3:02:0 | Zimbabwe | Annaba · Widzów: 50 tys. · Sędzia: Mohamed Hafez ( Egipt) |
|                 |                                      |        |          |                                                           |

| 8 stycznia 1989 | Wybrzeże Kości Słoniowej · Bamba 80' | 1:00:0 | Libia | Stade Félix Houphouët-Boigny, Abidżan · Widzów: 30032 · Sędzia: Simon Bantsimba ( Kongo) |
|                 |                                      |        |       |                                                                                          |

| 22 stycznia 1989 | Zimbabwe | 0:0 | Wybrzeże Kości Słoniowej | National Sports Stadium, Harare · Widzów: 21121 · Sędzia: Bester Kalombo ( Malawi) |
|                  |          |     |                          |                                                                                    |

| 11 czerwca 1989 | Wybrzeże Kości Słoniowej | 0:0 | Algieria | Stade Félix Houphouët-Boigny, Abidżan · Widzów: 50 tys. · Sędzia: Ali Bin Nasser ( Tunezja) |
|                 |                          |     |          |                                                                                             |

| 25 czerwca 1989 | Zimbabwe · Ndunduma 90' | 1:20:1 | Algieria · Menad 38' · Madjer 87' | National Sports Stadium, Harare · Widzów: 15 tys. · Sędzia: Tesfaye Gebreyesus ( Etiopia) |
|                 |                         |        |                                   |                                                                                           |

| 13 sierpnia 1989 | Wybrzeże Kości Słoniowej · Ben Salah 30,47' · Akenon 71' (k.) · Amani 81' · Bamba 89' | 5:01:0 | Zimbabwe | Stade Félix Houphouët-Boigny, Abidżan · Sędzia: Badou Jasseh ( Gambia) |
|                  |                                                                                       |        |          |                                                                        |

| 25 sierpnia 1989 | Algieria · Madjer 56' | 1:00:0 | Wybrzeże Kości Słoniowej | Annaba · Sędzia: Badara Sène ( Senegal) |
|                  |                       |        |                          |                                         |

- Libia  wycofała się po jednym meczu. Jego wynik anulowano.

#### Grupa B
| Reprezentacja | Pkt | M | W | R | P | Br+ | Br- | +/- |
| ------------- | --- | - | - | - | - | --- | --- | --- |
| Egipt         | 8   | 6 | 3 | 2 | 1 | 6   | 2   | 4   |
| Liberia       | 6   | 6 | 2 | 2 | 2 | 2   | 3   | -1  |
| Malawi        | 5   | 6 | 1 | 3 | 2 | 3   | 4   | -1  |
| Kenia         | 5   | 6 | 1 | 3 | 2 | 2   | 4   | -2  |

|         | Egipt | Kenia | Liberia | Malawi |
| ------- | ----- | ----- | ------- | ------ |
| Egipt   | X     | 2:0   | 2:0     | 1:0    |
| Kenia   | 0:0   | X     | 1:0     | 1:1    |
| Liberia | 1:0   | 0:0   | X       | 1:0    |
| Malawi  | 1:1   | 1:0   | 0:0     | X      |

| 6 stycznia 1989 | Egipt · Ala'a 23' · El-Akad 42' | 2:0 | Liberia | Cairo Stadium, Kair · Widzów: 70 tys. · Sędzia: Abdelali Naciri ( Maroko) |
|                 |                                 |     |         |                                                                           |

| 7 stycznia 1989 | Kenia · Dawo 47' | 1:10:1 | Malawi · McDonald 2' | Moi International Sports Centre, Nairobi · Sędzia: Hassan Abdulle Ahmed ( Somalia) |
|                 |                  |        |                      |                                                                                    |

| 21 stycznia 1989 | Malawi · Kayira 89' | 1:10:0 | Egipt · Hesham 60' | Silver Stadium, Lilongwe · Sędzia: Hafid Tahir ( Tanzania) |
|                  |                     |        |                    |                                                            |

| 22 stycznia 1989 | Liberia | 0:0 | Kenia | National Stadium, Monrovia · Widzów: 25 tys. · Sędzia: Linus Mba ( Nigeria) |
|                  |         |     |       |                                                                             |

| 10 czerwca 1989 | Kenia | 0:0 | Egipt | Moi International Sports Centre, Nairobi · Sędzia: Joel Dwarf Mondoka ( Zambia) |
|                 |       |     |       |                                                                                 |

| 11 czerwca 1989 | Liberia · Weah 36' | 1:0 | Malawi | National Stadium, Monrovia · Widzów: 28 tys. · Sędzia: Laryea Louis ( Ghana) |
|                 |                    |     |        |                                                                              |

| 24 czerwca 1989 | Malawi · Kayira 55' | 1:00:0 | Kenia | Silver Stadium, Lilongwe · Sędzia: John N'Khathazo ( Zimbabwe) |
|                 |                     |        |       |                                                                |

| 25 czerwca 1989 | Liberia · Debbah 45' | 1:0 | Egipt | National Stadium, Monrovia · Widzów: 22 tys. · Sędzia: Celestin N'Cho ( Wybrzeże Kości Słoniowej) |
|                 |                      |     |       |                                                                                                   |

| 11 sierpnia 1989 | Egipt · Rasoul 28' | 1:0 | Malawi | Cairo Stadium, Kair · Widzów: 55 tys. · Sędzia: Hassan Ahmed Abdulle ( Somalia) |
|                  |                    |     |        |                                                                                 |

| 12 sierpnia 1989 | Kenia · Onyango 24' | 1:0 | Liberia | Moi International Sports Centre, Nairobi Widzów: 30 tys. Sędzia: Mohamed Abdel Salam Gasmalla |
|                  |                     |     |         |                                                                                               |

| 26 sierpnia 1989 | Egipt · Rassoul 58' · I. Hossan 62' | 2:00:0 | Kenia | Cairo Stadium, Kair · Widzów: 47 tys. · Sędzia: Hafidh Tahir ( Tanzania) |
|                  |                                     |        |       |                                                                          |

| 26 sierpnia 1989 | Malawi | 0:0 | Liberia | Silver Stadium, Lilongwe · Sędzia: Joel Dwarf Mondoka ( Zambia) |
|                  |        |     |         |                                                                 |

#### Grupa C
| Reprezentacja | Pkt | M | W | R | P | Br+ | Br- | +/- |
| ------------- | --- | - | - | - | - | --- | --- | --- |
| Kamerun       | 9   | 6 | 4 | 1 | 1 | 9   | 6   | 3   |
| Nigeria       | 7   | 6 | 3 | 1 | 2 | 7   | 5   | 2   |
| Angola        | 4   | 6 | 1 | 2 | 3 | 6   | 7   | -1  |
| Gabon         | 4   | 6 | 2 | 0 | 2 | 5   | 9   | -4  |

|         | Angola | Kamerun | Gabon | Nigeria |
| ------- | ------ | ------- | ----- | ------- |
| Angola  | X      | 1:2     | 2:0   | 2:2     |
| Kamerun | 1:1    | X       | 2:1   | 2:0     |
| Gabon   | 1:0    | 1:3     | X     | 2:1     |
| Nigeria | 1:0    | 2:0     | 1:0   | X       |

| 7 stycznia 1989 | Nigeria · Odegbami 5' | 1:0 | Gabon | Nnamdi Azikiwe Stadium, Enugu · Widzów: 50 tys. · Sędzia: Badou Jasseh ( Gambia) |
|                 |                       |     |       |                                                                                  |

| 8 stycznia 1989 | Kamerun · Djonkep 75' | 1:10:1 | Angola · Saayeda 11' | Stade Ahmadou Ahidjo, Jaunde · Widzów: 50 tys. · Sędzia: Dodji Hounnake-Kouassi ( Togo) |
|                 |                       |        |                      |                                                                                         |

| 22 stycznia 1989 | Gabon · Manon 33' | 1:31:2 | Kamerun · Omam-Biyik 26' · Kana-Biyik 39' · Mbouh 85' | Stade Omnisports, Libreville · Widzów: 30 tys. · Sędzia: Bakary Sarr ( Senegal) |
|                  |                   |        |                                                       |                                                                                 |

| 22 stycznia 1989 | Angola · Dias 30' · Oliveira 62' | 2:21:0 | Nigeria · Keshi 8' · Obiku 67' | Estádio da Cidadela, Luanda · Widzów: 60 tys. · Sędzia: Joel Mondoka ( Zambia) |
|                  |                                  |        |                                |                                                                                |

| 10 czerwca 1989 | Nigeria · Keshi 43' · Siasia 86' | 2:01:0 | Kamerun | Liberty Stadium, Ibadan · Widzów: 50 tys. · Sędzia: Mohamed Hossam El-Din ( Egipt) |
|                 |                                  |        |         |                                                                                    |

| 11 czerwca 1989 | Angola · Maluka 7', 28' | 2:0 | Gabon | Estádio da Cidadela, Luanda · Sędzia: Celestin N'Cho ( Wybrzeże Kości Słoniowej) |
|                 |                         |     |       |                                                                                  |

| 25 czerwca 1989 | Angola · Paulão 5' | 1:21:0 | Kamerun · Omam-Biyik 59' · Kana-Biyik 70' | Estádio da Cidadela, Luanda · Widzów: 60 tys. · Sędzia: Simon Bantsimba ( Kongo) |
|                 |                    |        |                                           |                                                                                  |

| 25 czerwca 1989 | Gabon · Ondeno 32' · Minko 37' | 2:12:0 | Nigeria · Siasia 57' | Stade Omnisports, Libreville · Widzów: 30 tys. · Sędzia: Mark Dormoh ( Liberia) |
|                 |                                |        |                      |                                                                                 |

| 12 sierpnia 1989 | Nigeria · Keshi 44' | 1:0 | Angola | Lagos National Stadium, Lagos · Widzów: 100 tys. · Sędzia: Dodji Hounnake-Kouassi ( Togo) |
|                  |                     |     |        |                                                                                           |

| 13 sierpnia 1989 | Kamerun · Kana-Biyik 32' · Mbouh 38' | 2:12:0 | Gabon · Nzamba 78' | Stade Ahmadou Ahidjo, Jaunde · Widzów: 45 tys. · Sędzia: Idrissa Sarr ( Mauretania) |
|                  |                                      |        |                    |                                                                                     |

| 27 sierpnia 1989 | Gabon · Minko 24' | 1:0 | Angola | Stade Omnisports, Libreville · Sędzia: Abdellah Naciri ( Maroko) |
|                  |                   |     |        |                                                                  |

| 27 sierpnia 1989 | Kamerun · Omam-Biyik 31' | 1:0 | Nigeria | Stade Ahmadou Ahidjo, Jaunde · Widzów: 90 tys. · Sędzia: Neji Jouini ( Tunezja) |
|                  |                          |     |         |                                                                                 |

#### Grupa D
| Reprezentacja | Pkt | M | W | R | P | Br+ | Br- | +/- |
| ------------- | --- | - | - | - | - | --- | --- | --- |
| Tunezja       | 7   | 6 | 3 | 1 | 1 | 5   | 5   | 0   |
| Zambia        | 6   | 6 | 3 | 0 | 3 | 7   | 6   | 1   |
| Zair          | 6   | 6 | 2 | 2 | 2 | 7   | 7   | 0   |
| Maroko        | 5   | 6 | 1 | 3 | 2 | 4   | 5   | -1  |

|         | Maroko | Tunezja | Zair | Zambia |
| ------- | ------ | ------- | ---- | ------ |
| Maroko  | X      | 0:0     | 1:1  | 1:0    |
| Tunezja | 2:1    | X       | 1:0  | 1:0    |
| Zair    | 0:0    | 3:1     | X    | 1:0    |
| Zambia  | 2:1    | 1:0     | 4:2  | X      |

| 8 stycznia 1989 | Zair · Mapuata 23', 33' · Wawa 61' | 3:12:1 | Tunezja · Limam 7' | Stade Tata Raphaël, Kinszasa · Widzów: 21900 · Sędzia: Tadesse Degefa ( Etiopia) |
|                 |                                    |        |                    |                                                                                  |

| 8 stycznia 1989 | Maroko · Rhiati 39' | 1:0 | Zambia | Prince Moulay Abdellah Stadium, Rabat · Widzów: 35 tys. · Sędzia: Bashir Salem ( Libia) |
|                 |                     |     |        |                                                                                         |

| 22 stycznia 1989 | Zambia · Nyirenda 10' · Msiska 17' · Makinka 25' · Bwalya 75' | 4:22:1 | Zair · Kabongo 29', 78' | Independence Stadium, Lusaka · Sędzia: Sydney Picon-Ackong ( Mauritius) |
|                  |                                                               |        |                         |                                                                         |

| 22 stycznia 1989 | Tunezja · Abdelli 37' · Chiab 44' | 2:1 | Maroko · Bouderbala 4' | Stade El Menzah, Tunis · Widzów: 45 tys. · Sędzia: Idrissa Sarr ( Mauretania) |
|                  |                                   |     |                        |                                                                               |

| 11 czerwca 1989 | Zambia · Makinka 73' | 1:00:0 | Tunezja | Independence Stadium, Lusaka · Sędzia: Eganaden Cadressen ( Mauritius) |
|                 |                      |        |         |                                                                        |

| 11 czerwca 1989 | Zair | 0:0 | Maroko | Stade Tata Raphaël, Kinszasa · Widzów: 50 tys. · Sędzia: Badara Sène ( Senegal) |
|                 |      |     |        |                                                                                 |

| 25 czerwca 1989 | Zambia · Musonda 42' · Bwalya 87' | 2:11:0 | Maroko · Timoumi 73' | Independence Stadium, Lusaka · Widzów: 40 tys. · Sędzia: Bester Kalombo ( Malawi) |
|                 |                                   |        |                      |                                                                                   |

| 25 czerwca 1989 | Tunezja · Maâloul 74' (k.) | 1:00:0 | Zair | Stade El Menzah, Tunis · Widzów: 25 tys. · Sędzia: Mohamed Hansal ( Algieria) |
|                 |                            |        |      |                                                                               |

| 13 sierpnia 1989 | Zair · Kabongo 16' | 1:0 | Zambia | Stade Tata Raphaël, Kinszasa · Sędzia: Mohamed Mohamed Hafez ( Egipt) |
|                  |                    |     |        |                                                                       |

| 13 sierpnia 1989 | Maroko | 0:0 | Tunezja | Stade Mohamed V, Casablanca · Widzów: 35111 · Sędzia: Jean-Fidele Diramba ( Gabon) |
|                  |        |     |         |                                                                                    |

| 27 sierpnia 1989 | Maroko · Madih 58' | 1:10:0 | Zair · Makukula 47' | Stade Municipal, Kenitra · Widzów: 1839 · Sędzia: Abderrahmane Bergui ( Algieria) |
|                  |                    |        |                     |                                                                                   |

| 27 sierpnia 1989 | Tunezja · Mahjoubi 75' | 1:00:0 | Zambia | Stade El Menzah, Tunis · Widzów: 45 tys. · Sędzia: Idrissa Traoré ( Mali) |
|                  |                        |        |        |                                                                           |

### Runda 3
| 8 października 1989 | Kamerun · Mfédé 54' · Kundé 90+1' | 2:00:0 | Tunezja | Stade Chahid Hamlaoui, Konstantyna · Widzów: 55 tys. · Sędzia: Sydney Picon-Ackong ( Mauritius) |
|                     |                                   |        |         |                                                                                                 |

| 19 listopada 1989 | Tunezja | 0:1 | Kamerun · Omam-Biyik 14' | Cairo Stadium, Kair · Widzów: 100 tys. · Sędzia: Ali Bin Nasser ( Tunezja) |
|                   |         |     |                          |                                                                            |

- Kamerun  wygrał w sumie 3:0 i awansował do finałów MŚ.

| 8 października 1989 | Algieria | 0:0 | Egipt | Stade Ahmadou Ahidjo, Jaunde · Widzów: 80 tys. · Sędzia: Abdelali Naciri ( Maroko) |
|                     |          |     |       |                                                                                    |

| 17 listopada 1989 | Egipt · H. Hassan 4' | 1:0 | Algieria | Stade El Menzah, Tunis · Widzów: 45 tys. · Sędzia: Badara Sène ( Senegal) |
|                   |                      |     |          |                                                                           |

- Egipt  wygrał w sumie 1:0 i awansował do finałów MŚ.